# 黃祐呂
黃祐呂（韓語：황우여，1947年8月3日—），大韓民國政治人物，曾任韓國社會副總理兼教育部部長、韓國國會議員、國民力量非常對策委員長（臨時黨魁）等職。

## 生平
黃祐呂小學就讀仁川松林初等學校，到中學就讀仁川中學校與濟物浦高等學校，後進入首爾大學法學院與大學院。1971年1月25日到1974年1月31日期間服役，最高軍階為海軍法務官上尉（韓語：해군 법무관 대위），退役後擔任首爾中央地方法院與首爾高等法院法官。
2000年他參選韓國國會選舉仁川廣域市延壽區議員當選而進入政壇。
2014年11月19日，黃祐呂上任社会副总理兼教育部部長。
2024年4月，時任國民力量臨時黨魁（非常對策委員長）韓東勳在該黨於國會選舉中再度慘敗後辭職。同月29日，時任國民力量常任顧問黃祐呂獲委任為新任臨時黨魁，負責帶領國民力量舉行下屆全黨大會，選出新任領導層。同年7月，韓東勳在國民力量第四次全黨大會中當選為新任黨代表，黃祐呂卸任非常對策委員長一職，並指出新任領導層應維持良好的黨政關係，以避免發生總統尹錫悅與執政黨產生矛盾的事件。